# Port Adelaide
Port Adelaide är en del av en befolkad plats i Australien. Den är belägen i delstaten South Australia, omkring 15 kilometer nordväst om delstatshuvudstaden Adelaide. Antalet invånare är 1 097.
Runt Port Adelaide är det tätbefolkat, med 849 invånare per kvadratkilometer.. Närmaste större samhälle är Adelaide, omkring 15 kilometer sydost om Port Adelaide. 
Runt Port Adelaide är det i huvudsak tätbebyggt. Genomsnittlig årsnederbörd är 593 millimeter. Den regnigaste månaden är juli, med i genomsnitt 95 mm nederbörd, och den torraste är december, med 13 mm nederbörd.
Evert Taubes visa Karl-Alfred och Ellinor handlar om en svensk sjömans upplevelser under ett besök i staden.